# Terry Gibbs
Pour les articles homonymes, voir Gibbs.
Julius Gubenko, plus connu sous le nom de Terry Gibbs, est un vibraphoniste américain de jazz né le 13 octobre 1924.

## Biographie
Julius Gubenko naît en 1924. Durant sa jeunesse, son père l'encourage à apprendre la musique. Il joue de la batterie et du xylophone. Il sert dans l'armée pendant la Seconde Guerre mondiale et se produit dans des orchestres militaires. Après la guerre, il vit à New York et se consacre à la musique,.

## Discographie
- 1951: Good Vibes
- 1953: Terry Gibbs
- 1954: Terry Gibbs Sextet
- 1955: Vibes on Velvet
- 1956: Mallets A-Plenty
  - Swingin'
- 1957: Jazz Band Ball
  - Terry Gibbs Plays the Duke
- 1958: More Vibes on Velvet
- 1959: Launching a New Sound in Music
  - Dream Band Vol. 1
  - The Dream Band Vol. 2: The Sundown Sessions
  - Dream Band Vol. 3: Flying Home
  - Vibrations
- 1960: Swing Is Here
  - Music from Cole Porter's Can Can
  - Steve Allen Presents Terry Gibbs at the Piano
- 1961: Dream Band Vol. 4: Main Stem
  - The Dream Band Vol. 5: Big Cat
  - The Exciting Terry Gibbs Band
  - That Swing Thing
- 1962: Straight Ahead
  - Explosion
  - Terry Gibbs Plays Jewish Melodies in Jazztime
  - El Nutto (Limelight Records)
  - Gibbs/Nistico
  - Hootenanny My Way
- 1964: Take It from Me (Impulse!)
  - Latino
  - It's Time We Met
- 1965: Terry Gibbs Quartet
- 1966: Reza (Dot Records)
- 1974: Bopstacle Course (Xanadu Records)
- 1976: Sessions Live: Terry Gibbs Pete Jolly and Red Norvo
- 1978: Live at the Lord
  - Smoke 'em Up
- 1981: Air Mail Special
  - Jazz Party: First Time Together (Palo Alto Records)
- 1982: My Buddy (Atlas Records)
- 1986: The Latin Connection
- 1987: Chicago Fire
  - Holiday for Swing
- 1991: Kings of Swing
  - Tribute to Benny Goodman: Memories of You
  - Big Cat 5
- 1994: Play That Song: Live at the 1994 Floating Festival
- 1999: Wham
  - Plays Steve Allen
- 2002: Dream Band Vol. 6: One More Time
- 2003: From Me to You: A Tribute to Lionel Hampton
- 2005: 52nd & Broadway: Songs of the Bebop Era
- 2006: Findin' the Groove

### Articles Connexes
- Gary Burton
- Mike Mainieri
- Vibraphone